# NGC 2703
NGC 2703 је двојна звезда у сазвежђу Хидра која се налази на NGC листи објеката дубоког неба.
Деклинација објекта је - 3° 18' 23" а ректасцензија 8h 55m 47,1s. Привидна величина (магнитуда) објекта NGC 2703 износи 12,0.